# Diario Hoy Canelones
Hoy Canelones es un diario de la ciudad de Canelones, capital del departamento del mismo nombre que a su vez es el segundo departamento en población de la República Oriental del Uruguay. Fue fundado el 12 de julio de 1981 por Julio Britos Bide y a partir del 2010 tiene su página web